# 北关街道 (宿州市)
北关街道，是中华人民共和国安徽省宿州市埇桥区下辖的一个乡镇级行政单位。

## 行政区划
北关街道下辖以下地区：
北关社区、汇源社区、教场社区和华地社区。